# Farid Chaâl
Farid Chaâl (arabisch فريد شعال; * 3. Juli 1994 in Beni Douala, Provinz Tizi Ouzou) ist ein algerischer Fußballtorhüter.
Chaâls Stammverein ist der MC Alger aus der algerischen Hauptstadt Algier. Dort zählte  er ab 2013 zum Kader in der Ligue Professionnelle 1, kam aber hauptsächlich in der U-21-Mannschaft zum Einsatz. In der Saison 2015/16 war er an den Ligarivalen USM El Harrach ausgeliehen und absolvierte dort 25 Liga- sowie zwei Pokalspiele. Die Leihe endete im Sommer 2016.
Bei den Olympischen Spielen 2016 in Rio de Janeiro gehörte Chaâl zum Aufgebot der algerischen Auswahl. Er stand im Auftaktspiel gegen Honduras zwischen den Pfosten und war bei der 2:3-Niederlage an zwei Gegentoren direkt beteiligt.